# جیمی کلیتون
جیمی کلیتون (به انگلیسی: Jamie Clayton) (زاده ۱۵ ژانویهٔ ۱۹۷۸) بازیگر و مدل تراجنسی آمریکایی است..
از فیلم‌های معروف او می‌توان به بازی در شیطان نئونی اشاره کرد.
او یک زن ترنس است.

## فیلم‌شناسی
فهرست برخی از فیلم‌هایی که جیمی کلیتون در آنها به ایفای نقش پرداخته است:
- سنس۸
- انگیزه
- شیطان نئونی
- آدم‌برفی
- بوجک هورسمن
- تأثیر فراگیر: آندرومدا
- بازمانده برگزیده